# Rukwa (regija)
Rukwa je jedna od 26 regija u Tanzaniji,  graniči na sjeveru s regijama Kigoma i Tabora, na istoku s Mbeya, na jugu s Zambijom. Na zapadu se nalazi jezero Tanganjika koje je prirodna granica s DR Kongo. Glavni grad je Sumbawanga. Površina regije je 70.000 km² i ima 1.141.743 stanovnika (2002).
Regija je podjeljena na 4 distrikta:
- Sumbawanga
- Sumbawanga-Land
- Mpanda
- Nkasi